# Lill-Abborrtjärnen (Bygdeå socken, Västerbotten)
Lill-Abborrtjärnen är en sjö i Robertsfors kommun i Västerbotten och ingår i Rickleåns huvudavrinningsområde. Sjön har en area på 0,0448 kvadratkilometer och ligger 172,4 meter över havet. Sjön avvattnas av vattendraget Tryssjöbäcken.

## Delavrinningsområde
Lill-Abborrtjärnen ingår i det delavrinningsområde (714181-173732) som SMHI kallar för Utloppet av Tryssjön. Medelhöjden är 157 meter över havet och ytan är 6,97 kvadratkilometer. Det finns inga avrinningsområden uppströms utan avrinningsområdet är högsta punkten. Tryssjöbäcken som avvattnar avrinningsområdet har biflödesordning 2, vilket innebär att vattnet flödar genom totalt 2 vattendrag innan det når havet efter 30 kilometer. Avrinningsområdet består mestadels av skog (80 procent). Avrinningsområdet har 1,09 kvadratkilometer vattenytor vilket ger det en sjöprocent på 15,6 procent.